# Divisiones Regionales de la Región de Murcia 1991-92
Las divisiones regionales de fútbol son las categorías de competición futbolística de más bajo nivel en España, en las que participan deportistas aficionados, no profesionales. En la Región de Murcia su administración corre a cargo de las Real Federación de Fútbol de la Región de Murcia. Inmediatamente por encima de estas categorías estaba la Tercera División española.
En la temporada 1991-1992 las divisiones regionales se dividen en Regional Preferente, Primera Regional y Segunda Regional. Los tres primeros clasificados de Regional Preferente ascendieron directamente al grupo XIII de Tercera División.

## Regional Preferente

### Clasificación
|  |     | Equipos de fútbol    | PJ | G  | E  | P  | GF | GC  | Dif | Pts |
|  | --- | -------------------- | -- | -- | -- | -- | -- | --- | --- | --- |
|  | 1.  | CD Naval             | 38 | 25 | 8  | 5  | 76 | 25  | +51 | 58  |
|  | 2.  | AD Cotillas CF       | 38 | 23 | 9  | 6  | 86 | 45  | +41 | 55  |
|  | 3.  | Lorca Promesas CF    | 38 | 23 | 8  | 7  | 81 | 32  | +49 | 54  |
|  | 4.  | CD Torre Pacheco     | 38 | 23 | 7  | 8  | 85 | 24  | +61 | 53  |
|  | 5.  | Alcantarilla CF      | 38 | 18 | 10 | 10 | 67 | 38  | +29 | 46  |
|  | 6.  | CD Los Garres        | 38 | 18 | 7  | 13 | 56 | 39  | +17 | 43  |
|  | 7.  | Archena CF           | 38 | 14 | 13 | 11 | 61 | 45  | +16 | 41  |
|  | 8.  | AD Sangonera la Seca | 38 | 17 | 7  | 14 | 49 | 44  | +5  | 41  |
|  | 9.  | Mazarrón CF          | 38 | 13 | 14 | 11 | 35 | 33  | +2  | 40  |
|  | 10. | Recreativo Patiño    | 38 | 15 | 9  | 14 | 45 | 45  | 0   | 39  |
|  | 11. | AD Las Palas         | 38 | 14 | 10 | 14 | 53 | 48  | +5  | 38  |
|  | 12. | La Unión Athlétic    | 38 | 15 | 5  | 18 | 56 | 68  | -12 | 35  |
|  | 13. | Sangonera Atlético   | 38 | 12 | 10 | 16 | 44 | 54  | -10 | 34  |
|  | 14. | CD Balsicas          | 38 | 13 | 10 | 15 | 52 | 58  | -6  | 34  |
|  | 15. | AD Pliego            | 38 | 13 | 6  | 19 | 55 | 78  | -23 | 32  |
|  | 16. | CD El Esparragal     | 38 | 11 | 8  | 19 | 48 | 71  | -23 | 30  |
|  | 17. | Blanca CF            | 38 | 8  | 11 | 19 | 38 | 80  | -42 | 27  |
|  | 18. | Algezares CF         | 38 | 8  | 7  | 23 | 41 | 78  | -37 | 23  |
|  | 19. | CF Avileses          | 38 | 6  | 11 | 21 | 36 | 77  | -41 | 23  |
|  | 20. | Moratalla CF         | 38 | 4  | 4  | 30 | 29 | 111 | -82 | 12  |

Pts = Puntos; PJ = Partidos Jugados; G = Partidos Ganados; E = Partidos Empatados; P = Partidos Perdidos; GF = Goles Anotados; GC = Goles Recibidos
|  | Asciende a Tercera División  |
|  | Desciende a Primera Regional |

## Primera Regional

### Clasificación
|  |     | Equipos de fútbol     | PJ | G  | E | P  | GF | GC | Dif | Pts |
|  | --- | --------------------- | -- | -- | - | -- | -- | -- | --- | --- |
|  | 1.  | AD Fortuna            | 30 | 18 | 7 | 5  | 42 | 24 | +18 | 43  |
|  | 2.  | CD Bala Azul          | 30 | 17 | 9 | 4  | 56 | 27 | +29 | 43  |
|  | 3.  | Atlético Murcia       | 30 | 17 | 5 | 8  | 50 | 37 | +13 | 39  |
|  | 4.  | Huracán CF            | 30 | 17 | 5 | 8  | 61 | 40 | +21 | 39  |
|  | 5.  | Deportiva Minera      | 30 | 15 | 7 | 8  | 55 | 37 | +18 | 37  |
|  | 6.  | AD Los Alcázares      | 30 | 15 | 5 | 10 | 56 | 41 | +15 | 35  |
|  | 7.  | CD Lumbreras          | 30 | 12 | 8 | 10 | 43 | 43 | 0   | 32  |
|  | 8.  | Atlético Palmar       | 30 | 12 | 7 | 11 | 45 | 33 | +12 | 31  |
|  | 9.  | Calasparra CF         | 30 | 12 | 6 | 12 | 37 | 41 | -4  | 30  |
|  | 10. | CD Dolores de Pacheco | 30 | 9  | 8 | 13 | 41 | 50 | -9  | 26  |
|  | 11. | Campos del Río CD     | 30 | 9  | 7 | 14 | 46 | 56 | -10 | 25  |
|  | 12. | CD Puebla de Soto     | 30 | 9  | 6 | 15 | 45 | 76 | -31 | 24  |
|  | 13. | AD Archena Atlético   | 30 | 7  | 8 | 15 | 35 | 56 | -21 | 22  |
|  | 14. | El Mirador CF         | 30 | 9  | 4 | 17 | 46 | 57 | -11 | 22  |
|  | 15. | CD Corvera            | 30 | 8  | 5 | 17 | 38 | 60 | -22 | 21  |
|  | 16. | CD Bullense           | 30 | 5  | 7 | 18 | 41 | 59 | -18 | 17  |

Pts = Puntos; PJ = Partidos Jugados; G = Partidos Ganados; E = Partidos Empatados; P = Partidos Perdidos; GF = Goles Anotados; GC = Goles Recibidos
|  | Asciende a Regional Preferente |

## Segunda Regional

### Clasificación
|  |     | Equipos de fútbol      | PJ | G  | E  | P  | GF | GC  | Dif  | Pts |
|  | --- | ---------------------- | -- | -- | -- | -- | -- | --- | ---- | --- |
|  | 1.  | UD Lorca               | 32 | 21 | 9  | 2  | 77 | 29  | +48  | 51  |
|  | 2.  | CF Cutillas Fortuna    | 32 | 23 | 4  | 5  | 80 | 22  | +58  | 50  |
|  | 3.  | Águilas CF Promesas    | 32 | 22 | 4  | 6  | 76 | 26  | +50  | 48  |
|  | 4.  | La Hoya CF             | 31 | 18 | 7  | 6  | 58 | 34  | +24  | 43  |
|  | 5.  | CD Plus Ultra          | 31 | 16 | 6  | 9  | 61 | 39  | +22  | 38  |
|  | 6.  | Atlético Alhameño      | 31 | 14 | 7  | 10 | 48 | 44  | +4   | 35  |
|  | 7.  | Yecla Promesas         | 32 | 12 | 10 | 10 | 50 | 32  | +18  | 34  |
|  | 8.  | SD Los Martínez        | 32 | 13 | 7  | 12 | 58 | 44  | +14  | 33  |
|  | 9.  | Rincón de Seca         | 30 | 12 | 9  | 9  | 43 | 39  | +4   | 33  |
|  | 10. | AD Ceutí Atlético      | 32 | 13 | 5  | 14 | 66 | 51  | +15  | 31  |
|  | 11. | CD El Raal             | 31 | 14 | 2  | 15 | 46 | 46  | 0    | 30  |
|  | 12. | UD Cañada de Gallego   | 30 | 11 | 8  | 11 | 41 | 60  | -19  | 30  |
|  | 13. | AD Albujón             | 29 | 9  | 6  | 14 | 52 | 62  | -10  | 24  |
|  | 14. | CD Zeneta              | 31 | 6  | 9  | 16 | 30 | 51  | -21  | 21  |
|  | 15. | Veteranos Fuente Álamo | 32 | 6  | 7  | 19 | 33 | 80  | -47  | 19  |
|  | 16. | CD Cuevas de Reyllo    | 32 | 3  | 4  | 25 | 16 | 125 | -109 | 0   |
|  | 17. | El Raal CF             | 32 | 1  | 0  | 31 | 15 | 66  | -51  | 0   |

Pts = Puntos; PJ = Partidos Jugados; G = Partidos Ganados; E = Partidos Empatados; P = Partidos Perdidos; GF = Goles Anotados; GC = Goles Recibidos
|  | Asciende a Primera Regional |